# Aram Quartet
Das Aram Quartet war eine italienische Musikgruppe, die 2008 durch den Sieg bei der ersten italienischen Ausgabe der Castingshow X Factor bekannt wurde.

## Bandgeschichte
Das Quartett aus Apulien nahm erstmals an den Castings für X Factor 2008 teil, wo es von Juror Morgan betreut wurde. Der Name ARAM ist ein Akronym der vier Vornamen der Mitglieder. Während der Show gelang ihnen der Einzug ins Finale und schließlich mit dem von Morgan und Gaudì geschriebenen Lied Who (Chi) der Sieg vor Giusy Ferreri, was ihnen einen Plattenvertrag mit Sony BMG einbrachte. Noch 2008 veröffentlichte die Gruppe die EP ChiARAMente, 2009 erschien hingegen das erste Studioalbum Il pericolo di essere liberi. Nachdem dieses nicht den erhofften Erfolg mit sich brachte und die Gruppe auch nicht für eine Teilnahme am Sanremo-Festival zugelassen wurde, löste sich Aram Quartet schon 2010 wieder auf.

## Diskografie
Alben und EPs

| Jahr | Titel                        | Höchstplatzierung, Gesamtwochen, AuszeichnungChartsChartplatzierungen (Jahr, Titel, Platzierungen, Wochen, Auszeichnungen, Anmerkungen) | Anmerkungen |
| Jahr | Titel                        | IT | Anmerkungen |
| ---- | ---------------------------- | --- | ----------- |
| 2008 | ChiARAMente                  | IT9 (12 Wo.)IT | Sony BMG    |
| 2009 | Il pericolo di essere liberi | IT27 (5 Wo.)IT | Sony        |

Singles

| Jahr | Titel Album                                                | Höchstplatzierung, Gesamtwochen, AuszeichnungChartsChartplatzierungen (Jahr, Titel, Album, Platzierungen, Wochen, Auszeichnungen, Anmerkungen) | Anmerkungen  |
| Jahr | Titel Album                                                | IT | Anmerkungen  |
| ---- | ---------------------------------------------------------- | --- | ------------ |
| 2008 | Who (Chi) ChiARAMente                                      | IT5 (3 Wo.)IT |              |
| 2008 | Per Elisa ChiARAMente                                      | IT6 (3 Wo.)IT | Coverversion |
| 2009 | Il pericolo è il mio mestiere Il pericolo di essere liberi | IT35 (2 Wo.)IT |              |

## Belege
1. ↑  Biografia di Aram Quartet. In: Rockol.it. Abgerufen am 8. Juli 2016 (italienisch).
2. ↑  Sebastiano Cascone: X Factor: gli Aram Quartet si sono sciolti. In: MondoReality.com. Nectivity, 1. Dezember 2010, abgerufen am 8. Juli 2016 (italienisch).
3. ↑  Alben von Aram Quartet. In: Italiancharts.com. Hung Medien, abgerufen am 8. Juli 2016.
4. ↑  Guido Racca & Chartitalia: Top 100 FIMI Singoli. Lulu, 2013, S. 66.